# Elizabeth Rauscher
Elizabeth A. Rauscher is een Amerikaanse fysica en parapsycholoog. Rauscher is een voormalig onderzoekster bij het Lawrence Berkeley National Laboratory, het Lawrence Livermore National Laboratory, het SRI International en de NASA.
In 1975 richtte Rauscher de "Berkeley Fundamental Fysiks Group" op; een informele groep van natuurkundigen die wekelijks samenkwam om de kwantummystiek en de filosofie van de kwantumfysica te bespreken. David Kaiser stelde in zijn boek How the Hippies Saved Physics dat deze groep goed werk heeft geleverd om ideeën te koesteren die op dat moment niet populair waren binnen de natuurkundige wereld maar die later gedeeltelijk de basis vormden van kwantuminformatiewetenschap.